# Diego Dorta
Diego Martín Dorta Montes (ur. 31 grudnia 1971) – urugwajski piłkarz, pomocnik.
Jako piłkarz klubu CA Peñarol był w kadrze reprezentacji podczas turnieju Copa América 1995, gdzie Urugwaj zwyciężył w mistrzostwach Ameryki Południowej. Trasante wystąpił w sześciu meczach turnieju. W latach 1991–1996 wystąpił w dwudziestu trzech meczach reprezentacji. Z Peñarolem zostawał mistrzem Urugwaju w 1993, 1994 i 1995.